# Senátorský klub SEN 21 a Piráti
Senátorský klub SEN 21 a Piráti, v minulosti existující pod názvem Klub pro liberální demokracii - Senátor 21, je v současnosti nejmenší senátorský klub v českém Senátu.

## Historie
Klub vznikl v roce 2018 a navazuje na senátorský klub Zelení – nezávislí, který po volbách v roce 2014 zanikl necelý měsíc po svém vzniku po odchodu senátora Libora Michálka z tohoto klubu. Počet členů klubu klesl Michálkovým odchodem pod pět, což je minimální počet nutný pro vznik senátního klubu. Vznik senátního klubu Klub pro liberální demokracii – Senátor 21 umožnilo zvolení Tomáše Goláně v doplňovacích volbách na Zlínsku, které se konaly po rezignaci Františka Čuby na post senátora. Goláň v těchto volbách kandidoval za hnutí Senátor 21 založené Václavem Láskou.
| Volební strana | Mandáty | Politická příslušnost | Osoba            |
| -------------- | ------- | --------------------- | ---------------- |
| SEN 21         | 1       | bezpp.                | Tomáš Goláň      |
| KDU-ČSL+Zelení | 1       | SEN 21                | Václav Láska     |
| KDU-ČSL+Zelení | 1       | Zelení                | Petr Orel        |
| Zelení         | 1       | bezpp.                | Eliška Wagnerová |
| KDU+Z+HPP+Pir. | 1       | HPP 11                | Ladislav Kos     |

Po řádných volbách v roce 2018 vstoupili do klubu dva nově zvolení senátoři – Přemysl Rabas (za SEN 21) a Lukáš Wagenknecht (za Piráty). 
| Volební strana | Mandáty | Politická příslušnost | Osoba                      |
| -------------- | ------- | --------------------- | -------------------------- |
| SEN 21         | 2       | bezpp.                | Tomáš Goláň, Přemysl Rabas |
| KDU-ČSL+Zelení | 1       | SEN 21                | Václav Láska               |
| KDU-ČSL+Zelení | 1       | Zelení                | Petr Orel                  |
| Piráti         | 1       | bezpp.                | Lukáš Wagenknecht          |
| KDU+Z+HPP+Pir. | 1       | HPP 11                | Ladislav Kos               |

Po řádných říjnových senátních volbách 2020 rozšířil klub své řady o Jana Holáska (HDK) a Adélu Šípovou (za Piráty). Tomáš Goláň naopak přestoupil do klubu ODS a TOP 09. Klub po těchto volbách změnil název na svůj současný. 
Po senátních volbách v roce 2022 klub přišel o 2 členy, kteří neobhájili senátorský mandát: Ladislava Kose a Petra Orla. Za hnutí SEN 21 byl ale v senátním obvodě Ústí nad Labem do senátu zvolen Martin Krsek.
Předsedové klubu:
Václav Láska (od 2018)

## Současné složení klubu
- Předseda: Václav Láska
- Místopředseda: Ladislav Kos

### Podle nominujících stran
| Strana | Strana                     | Ideologie         | Senátoři |
| ------ | -------------------------- | ----------------- | -------- |
|        | SEN 21                     | Liberalismus      | 3        |
|        | Česká pirátská strana      | Pirátská politika | 1        |
|        | Hradecký demokratický klub | Regionalismus     | 1        |

### Seznam senátorů
Složení senátorského klubu v 15. volebním období Senátu k srpnu 2025:
| Volební obvod       | Jméno senátora        | Politická příslušnost | Nominující strana | Volební strana               | Zvolen v roce |
| ------------------- | --------------------- | --------------------- | ----------------- | ---------------------------- | ------------- |
| 5 – Chomutov        | Přemysl Rabas         | BEZPP                 | SEN 21            | SEN 21                       | 2024          |
| 21 – Praha 5        | Václav Láska          | SEN 21                | SEN 21            | SEN 21                       | 2020          |
| 30 – Kladno         | Adéla Sucharda Šípová | BEZPP                 | Piráti            | Piráti                       | 2020          |
| 31 – Ústí nad Labem | Martin Krsek          | BEZPP                 | SEN 21            | SEN 21                       | 2022          |
| 45 – Hradec Králové | Jan Holásek           | RH                    | HDK               | HDK+TOP 09+SEN 21+Zelení+LES | 2020          |